# 天津市第四中心医院

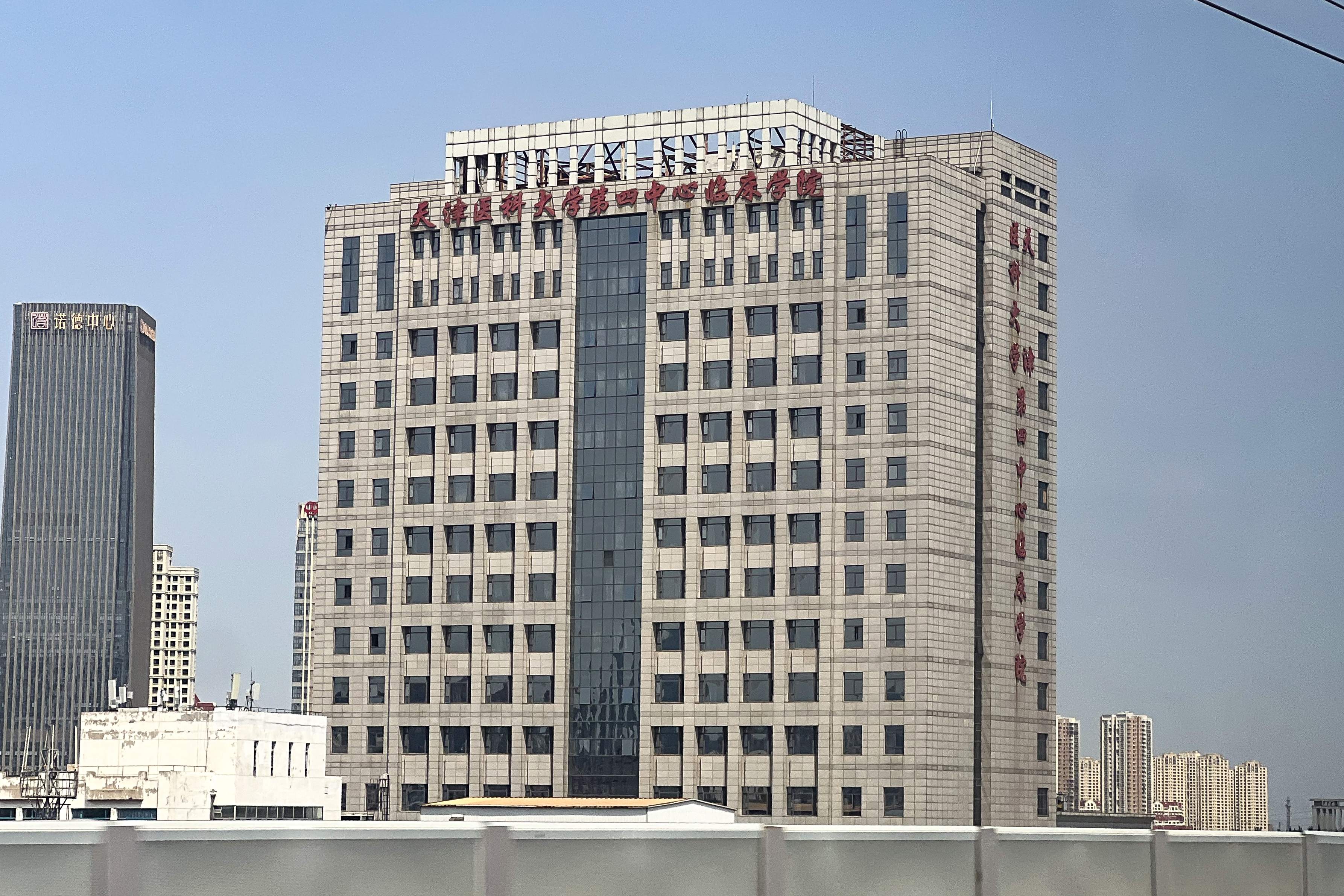
天津市第四中心医院

天津市第四中心医院，又称南开大学附属第四中心医院、天津医科大学第四中心临床学院，始建于1930年2月的北宁铁路天津医院，位于天津市河北区中山路一号（天津北站西南侧）。1949年9月，北宁铁路天津医院更名为天津铁路中心医院。1999年9月，天津铁路中心医院加挂天津市第四中心医院牌匾。2004年8月23日，医院由北京铁路局整建制划归天津市卫生局管辖。目前，天津市第四中心医院是三级甲等综合医院。